# Got to Be There
Got to Be There este primul album de studio înregistrat de către cântărețul american Michael Jackson. Albumul a fost lansat pe data de 24 ianuarie 1972 de către casa de discuri Motown.

## Conținut
Lista melodiilor incluse în album este:
1. „Ain't No Sunshine” — 4:09
2. „I Wanna Be Where You Are” — 3:01
3. „Girl Don't Take Your Love From Me” — 3:46
4. „In Our Small Way” — 3:34
5. „Got to Be There” — 3:23
6. „Rockin' Robin” — 2:31
7. „Wings of My Love”  — 3:32
8. „Beat Goes On” — 4:27
9. „Maria (You Were the Only One)” — 3:41
10. „Love Is Here and Now You're Gone”  — 2:51
11. „You've Got a Friend” — 4:53
12. „Voices” — 3:39